# Астон Мартин (команда Формулы-1, 1959—1960)
David Brown Corporation — британская команда Формулы-1, выступавшая в 1959—1960 годах.

## История

### David Brown Corporation
Компания Aston Martin впервые приняла участие в чемпионате Формулы-1 в сезоне 1959 года, где они дебютировали на шасси DBR4 с использованием собственного двигателя, в сезоне команда не заработала ни одного очка. В следующем сезоне 1960 года команда выступила ещё хуже, снова оставшись без очков.

#### Сезон 1959
Впервые Астон Матрин появился в чемпионате мира Формулы-1 в 1957 году с автомобилем DBR4, но команда дебютировала только в 1959 году, поскольку компания сосредоточилась на разработке DBR1, который выиграет Ле-Ман в 1959. Пилотами команды стали Рой Сальвадори и Кэрролл Шелби. Приняв участие в четырёх Гран-при чемпионата мира, команда не набрала очков. На Гран-при Нидерландов обе машины не финишировали, на Британском этапе Сальвадори сначала квалифицировался вторым, а в гонке приехал шестым. В Португалии Сальвадори снова стал шестым, Шелби стал восьмым. Последним заездом Aston Martin в сезоне 1959 стал Гран-при Италии, где один пилот сошёл, а второй финишировал на 10-м месте, отстав на два круга от победителя.

#### Сезон 1960
К сезону 1960 команда планировала доработать свой болид и выставить его под номером DBR5, болид был легче и отличался независимой подвеской. Однако двигатель на машине располагался спереди и был слишком тяжёлым, от этого машина регулярно уступала соперникам, у которых двигатель располагался сзади. В 1960 году команда выступила лишь на Гран-при Великобритании. Сальвадори не финишировал, а его напарник, француз Морис Трентиньян, стал 11-м. Команда могла выступить и на этапе в Нидерландах, но им не удалось вовремя закончить работу с машиной, и DBR5 не был готов к соревнованиям. Команда выставила только Сальвадори на прошлогоднем DBR4. Несмотря на то, что ему разрешили начать гонку, организаторы гонки сказали, что команде не будут платить и они отказалась стартовать в гонке. После сезона 1960 было решено свернуть программу в мировом первенстве Формулы-1.

### Наследие

#### Команда 2021—н.в.
В 2020 году стало известно о покупке Лоуренсом Строллом 20% акций компании Aston Martin. Помимо приобретения доли в «Астон Мартин» Стролл собирался вложить ещё £ 318 млн, а по соглашению с коллективом, Racing Point должна была быть переименована в Астон Мартин. Пилотами команды на сезон 2021 стали Лэнс Стролл, сын Лоуренса Стролла, и четырёхкратный чемпион мира Себастьян Феттель.

## Результаты выступлений Aston Martin в Формуле-1
| Легенда к таблице |                                                                    |
| --- | ------------------------------------------------------------------ |
| В таблице перечислены результаты всех Гран-при Формулы-1, в которых принимала участие команда. Строками таблицы являются сезоны, столбцами — этапы чемпионата мира. В каждой клетке указаны сокращённое название этапа и результаты гонщиков команды, дополнительно обозначенные цветом. Расшифровка обозначений и цветов представлена в нижеследующей таблице. |                                                                    |
| \| Пример \| Описание \| \| ------------ \| ------------------------------------------------------------------ \| \| 1 \| Победитель \| \| 2 \| Второе место \| \| 3 \| Третье место \| \| 5 \| Финишировал, заработав очки \| \| Сход \| Не финишировал, но при этом заработал очки \| \| 12 \| Финишировал, не получив очков \| \| НКЛ \| Финишировал, но не попал в финальную классификацию \| \| 15 \| Участвовал вне зачёта, либо по отдельной классификации \| \| 18 \| Не финишировал, но попал в финальную классификацию \| \| Сход \| Не финишировал \| \| НКВ \| Не прошёл квалификацию \| \| НПКВ \| Не прошёл предквалификацию \| \| ДСК \| Дисквалифицирован \| \| ИСК \| Исключён из протокола соревнований \| \| ТТ \| Заявлен для участия только в тренировках \| \| НС \| Участвовал в квалификации, но не стартовал в гонке \| \| Т \| Травмирован или болен \| \| ОТК \| Отказ от участия \| \| НТР \| Прибыл на соревнования, но на трассу не выезжал \| \| НПР \| Был заявлен в числе участников, но не прибыл к началу соревнований \| \| О \| Соревнования отменены \| \| \| Не участвовал \| \| Поул-позиция \| \| \| Быстрый круг \| \| |                                                                    |
| Пример | Описание                                                           |
| 1 | Победитель                                                         |
| 2 | Второе место                                                       |
| 3 | Третье место                                                       |
| 5 | Финишировал, заработав очки                                        |
| Сход | Не финишировал, но при этом заработал очки                         |
| 12 | Финишировал, не получив очков                                      |
| НКЛ | Финишировал, но не попал в финальную классификацию                 |
| 15 | Участвовал вне зачёта, либо по отдельной классификации             |
| 18 | Не финишировал, но попал в финальную классификацию                 |
| Сход | Не финишировал                                                     |
| НКВ | Не прошёл квалификацию                                             |
| НПКВ | Не прошёл предквалификацию                                         |
| ДСК | Дисквалифицирован                                                  |
| ИСК | Исключён из протокола соревнований                                 |
| ТТ | Заявлен для участия только в тренировках                           |
| НС | Участвовал в квалификации, но не стартовал в гонке                 |
| Т | Травмирован или болен                                              |
| ОТК | Отказ от участия                                                   |
| НТР | Прибыл на соревнования, но на трассу не выезжал                    |
| НПР | Был заявлен в числе участников, но не прибыл к началу соревнований |
| О | Соревнования отменены                                              |
| | Не участвовал                                                      |
| Поул-позиция |                                                                    |
| Быстрый круг |                                                                    |

| Сезон | Шасси | Двигатель  | Ш   | Гонщики          | 1   | 2   | 3    | 4   | 5    | 6   | 7    | 8    | 9   | 10  | Место | Очки |
| ----- | ----- | ---------- | --- | ---------------- | --- | --- | ---- | --- | ---- | --- | ---- | ---- | --- | --- | ----- | ---- |
| 1959  | DBR4  | RB6 2.5 L6 | A D |                  | МОН | 500 | НИД  | ФРА | ВЕЛ  | ГЕР | ПОР  | ИТА  | США |     | 0     | NC   |
| 1959  | DBR4  | RB6 2.5 L6 | A D | Рой Сальвадори   |     |     | Сход |     | 6    |     | 6    | Сход |     |     | 0     | NC   |
| 1959  | DBR4  | RB6 2.5 L6 | A D | Кэрролл Шелби    |     |     | Сход |     | Сход |     | 8    | 10   |     |     | 0     | NC   |
| 1960  | DBR4  | RB6 2.5 L6 | D   |                  | АРГ | МОН | 500  | НИД | БЕЛ  | ФРА | ВЕЛ  | ПОР  | ИТА | США | 0     | NC   |
| 1960  | DBR4  | RB6 2.5 L6 | D   | Рой Сальвадори   |     |     |      | НС  |      |     |      |      |     |     | 0     | NC   |
| 1960  | DBR5  | RB6 2.5 L6 | D   | Рой Сальвадори   |     |     |      |     |      |     | Сход |      |     |     | 0     | NC   |
| 1960  | DBR5  | RB6 2.5 L6 | D   | Морис Трентиньян |     |     |      |     |      |     | 11   |      |     |     | 0     | NC   |